# Juliane Seyfarth
Juliane Seyfarth (* 19. Februar 1990 in Eisenach) ist eine deutsche Skispringerin. Ihr Verein ist die TSG Ruhla. Ihr bisher größter sportlicher Erfolg sind die beiden Weltmeistertitel mit der Damen- und der Mixed-Mannschaft bei den Weltmeisterschaften 2019 in Seefeld in Tirol sowie der Gesamtsieg bei der ersten Auflage der Blue-Bird-Tour im gleichen Jahr.

## Sportlicher Werdegang

### Anfänge (bis 2011)
Im Alter von drei Jahren begann Juliane Seyfarth Ski zu fahren. Über den Langlauf kam sie dann mit neun Jahren zum Skispringen. In den Jahren 2003 und 2004 wurde sie deutsche Schülermeisterin. Ihren ersten Einsatz im Ladies-Continental-Cup hatte sie 2004. In den Continental-Cup-Gesamtwertungen von 2004/05 und 2005/06 belegte sie die Ränge zehn und fünf. Am 5. Februar 2006 wurde sie in Kranj die erste offizielle Juniorenweltmeisterin im Skispringen. Nur wenige Tage später, am 11. Februar feierte sie in Schönwald ihren ersten COC-Sieg. Ferner wurde sie 2006 Deutsche Meisterin. In der Saison 2006/07 wurde sie mit fünf Siegen in der Gesamtwertung Fünfte. Bei den Nordischen Junioren-Skiweltmeisterschaften 2007 in Tarvisio belegte sie Platz fünf im Einzelwettbewerb.
In der COC-Saison 2007/08 musste sie sich mit dem 19. Rang in der Gesamtwertung zufriedengeben. Bei den Nordischen Junioren-Skiweltmeisterschaften 2008 in Zakopane wurde sie Sechste. In der Saison 2008/09 erreichte sie eine Podestplatzierung als Zweite in Zakopane. In der Gesamtwertung belegte sie Platz 21. Bei den Nordischen Junioren-Skiweltmeisterschaften 2009 in Štrbské Pleso belegte sie Platz 15 im Einzelwettbewerb. Die Saison 2009/10 beendete sie mit drei vierten Plätzen als bestes Ergebnis im COC und als Elfte der Gesamtwertung. Bei den Nordischen Junioren-Skiweltmeisterschaften 2010 in Hinterzarten wurde sie Siebte. Dies war ihre letzte Teilnahme bei einer Junioren-WM. In der Saison 2010/11 konnte sie zweimal auf das Podest springen, verpasste aber als Dritte in Oslo und als Zweite in Ljubno ihren nächsten Sieg. Dennoch schaffte sie es als Achte der Gesamtwertung wieder in die Top Ten zurück. Im Februar 2011 nahm sie in Oslo erstmals an Nordischen Skiweltmeisterschaften teil. Mit Rang 31 verpasste sie dabei den Finaldurchgang.

### Erste Weltcupteilnahme (2011 bis 2016)
Ab der Saison 2011/12 ging sie in dem für die Damen neu gegründeten Weltcup an den Start. In ihrer ersten Weltcup-Saison sprang sie regelmäßig unter die besten 30. Ihr bestes Einzelergebnis war Platz 14 beim Weltcup-Finale in Oslo. In der Gesamtweltcupwertung belegte sie Rang 36 mit 51 Punkten. Am 17. August 2012 gab sie in Hinterzarten ihr Debüt in dem für die Damen ebenfalls neu eingeführten Sommer-Grand-Prix. Sie belegte den 34. Platz und verpasste damit die Punkteränge. In der darauffolgenden Weltcup-Saison belegte sie den 44. Platz in der Gesamtwertung.
Im Sommer 2013 ging sie erneut beim Grand Prix in Hinterzarten an den Start. Als 20. holte sie ihre ersten Grand-Prix-Punkte. Am 15. Februar 2014 gewann die das Continental-Cup-Springen in Lahti. Dies war ihr erster Sieg im COC seit August 2006. Am Folgetag erreichte sie als Zweite erneut das Podium. Im Gesamtweltcup belegte sie den 43. Rang.

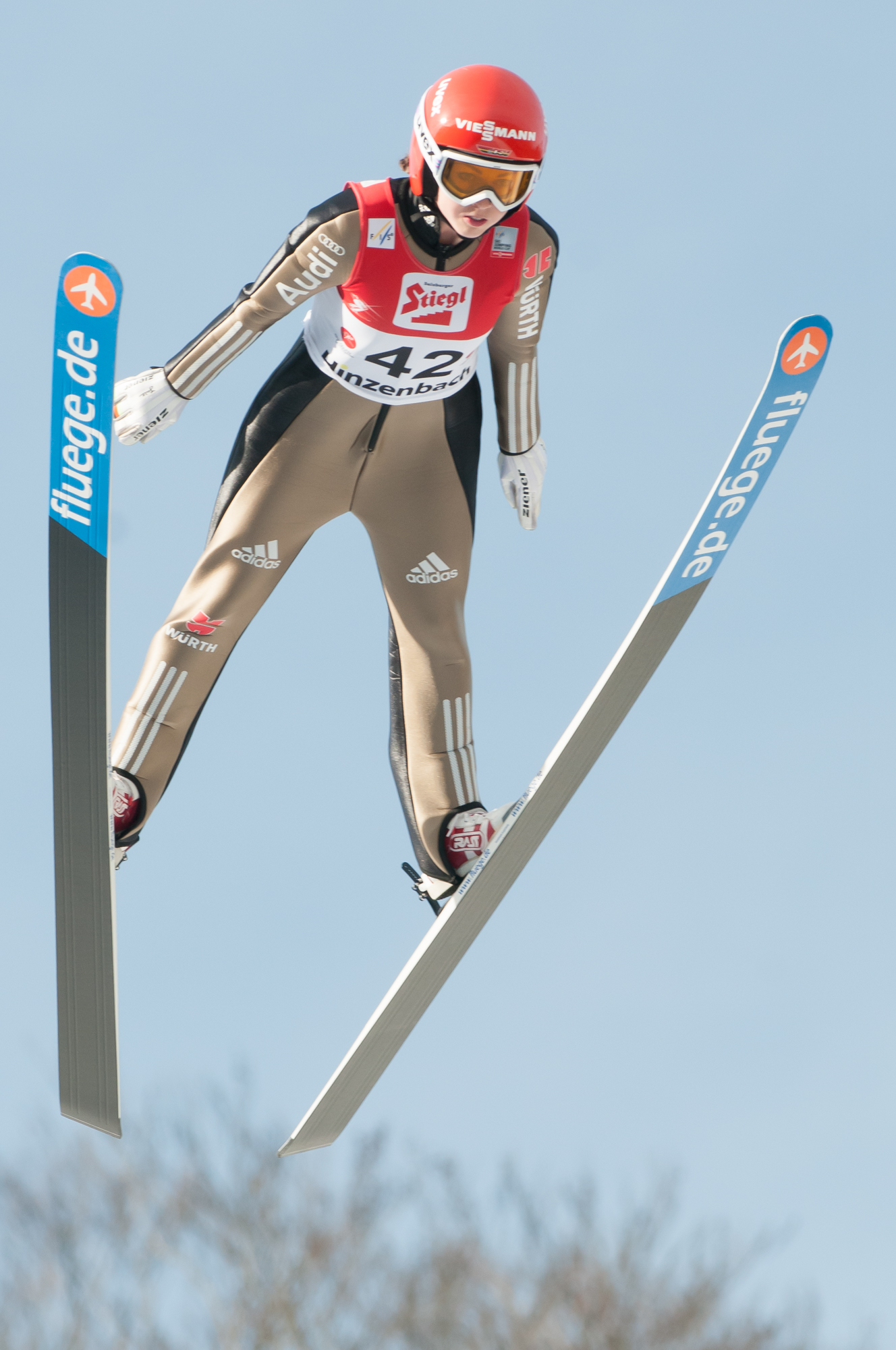
Seyfarth beim Weltcup in Hinzenbach im Februar 2016

In der Saison 2014/15 erzielte sie deutlich bessere Leistungen. Am 7./8. Februar 2015 erreichte sie in Râșnov ihre ersten Top-Ten-Platzierungen. Am ersten Tag belegte sie Rang neun und am zweiten Tag verbesserte sie ihre beste Weltcup-Platzierung erneut auf Rang fünf. Eine Woche später konnte sie ihre beste Platzierung in Ljubno mit einem weiteren fünten Platz bestätigen. Durch diese Leistungen nahm sie an den Nordischen Skiweltmeisterschaften 2015 in Falun teil. Im Einzelwettbewerb auf der Normalschanze belegte sie dabei den 14. Platz. Im Mixed-Teamwettbewerb wurde sie nicht eingesetzt. Durch ihre guten Resultate im Weltcup erreichte sie in der Gesamtwertung mit Rang 16 ihre bis dahin beste Platzierung. In der Saison 2015/16 konnte sie diese Platzierung erneut verbessern. Nachdem sie konstant unter die besten 20 sprang, wurde sie mit 320 Punkten 14. der Gesamtweltcupwertung.

### Teilnahme an den Olympischen Spielen (2016 bis 2018)
In der Saison 2016/17 konnte sie nicht an die Ergebnisse der vorherigen zwei Saisons anknüpfen. Sie kam im Weltcup nicht über zwei 16. Plätze als beste Einzel-Ergebnisse hinaus und musste sich im Gesamtweltcup mit Rang 29 zufriedengeben. Am 15. und 16. September 2017 gewann sie im Rahmen des Continental Cups zwei Matten-Springen in Trondheim. In der darauffolgenden Weltcup-Saison erreichte sie wieder mehrmals die Top Ten und wurde damit ins deutsche Aufgebot für die Olympischen Winterspiele 2018 berufen. Im Einzelwettbewerb auf der Normalschanze belegte sie den zehnten Rang. Nach den Winterspielen konnte sie beim Weltcup-Springen in Râșnov als Fünfte ihre beste Weltcup-Platzierung einstellen. Mit Platz zwölf im Gesamtweltcup erzielte sie ihr bis dahin bestes Karriereergebnis.

### Erster Weltmeisterschaftstitel (seit 2018)
Am 13. Juli 2018 gewann Seyfarth den Einzelwettbewerb bei den Deutschen Meisterschaften in Hinterzarten punktgleich mit Katharina Althaus und vor der Drittplatzierten Gianina Ernst. Am Tag darauf gewann sie zusammen mit Pauline Heßler als Team Thüringen I zudem den Mannschaftswettbewerb. Im Sommer-Grand-Prix 2018 sprang sie bei jedem Wettbewerb unter die besten zehn. Dabei erreichte sie am 18. August 2018 mit Platz vier in Frenštát pod Radhoštěm ihre bis dahin beste Einzelplatzierung im Grand Prix. Die Gesamtwertung beendete sie mit 203 Punkten auf dem fünften Rang, was ebenfalls ihr bis dahin bestes Karriereergebnis war.
Am 30. November 2018 erzielte sie beim Weltcup-Auftaktspringen in Lillehammer im Rahmen des Lillehammer Triple 2018 ihren ersten Weltcupsieg vor Maren Lundby und Sara Takanashi. Mit sechs weiteren Platzierungen auf dem Podium reiste Seyfarth als Medaillenanwärterin zu den Nordischen Skiweltmeisterschaften 2019 in Seefeld. Dort gewann Seyfarth zusammen mit Ramona Straub, Carina Vogt und Katharina Althaus das erstmals bei einer Weltmeisterschaft ausgetragenen Teamspringen vor Österreich und Norwegen. Im Einzelspringen von der Normalschanze verpasste sie als Viertplatzierte die Medaillenränge knapp. Nach dem ersten Durchgang lang sie hinter der späteren Siegerin Maren Lundby und Katharina Althaus noch auf dem dritten Rang, die Österreicherin Daniela Iraschko-Stolz verbesserte sich jedoch um mehrere Plätze und verdrängte Seyfarth vom Podest. Beim abschließenden Wettbewerb im Skispringen bei den Weltmeisterschaften, dem Mixedspringen, gewann Seyfarth gemeinsam mit Katharina Althaus, Markus Eisenbichler und Karl Geiger erneut die Goldmedaille. Nach den Weltmeisterschaften zeigte Seyfarth im Rahmen der Raw Air 2019 konstant gute Sprünge und konnte sich so auf dem dritten Rang der Gesamtwertung platzieren. Bei der letzten Station in Trondheim konnte sie auf der Granåsen-Großschanze mit 137,5 Metern einen neuen Schanzenrekord der Damen aufstellen. Nur zwei Tage später konnte sie nach einem Sprung auf 100,0 Metern auf der Tramplin Stork im russischen Nischni Tagil ihren zweiten Weltcupsieg feiern. Mit diesem Sieg wurde sie die erste Führende der Blue-Bird-Tour-Wertung. Nur einen Tag später gewann sie auch das zweite Springen der Blue-Bird-Tour in Nischni Tagil und baute die Gesamtführung weiter aus. Eine Woche später konnte sie ihre Siegesserie fortsetzen, als sie von der Sneschinka-Normalschanze in Tschaikowski den Wettbewerb vor ihrer Teamkollegin Katharina Althaus gewann. Das einzige Springen der Tour von einer Großschanze konnte Seyfarth nicht gewinnen. Ein zweiter Platz hinter Maren Lundby von der Sneschinka-Großschanze reichte ihr jedoch, um die Gesamtwertung vor Lundby und ihrer Mannschaftskollegin Katharina Althaus zu gewinnen.
Nach einem durchwachsenen Start in den Sommer-Grand-Prix 2019 mit einem achten Platz im Einzelspringen in Hinterzarten gewann sie einen Tag später gemeinsam mit Karl Geiger, Agnes Reisch und Richard Freitag das Mixedspringen. Zwei Wochen später erreichte sie mit einem dritten Platz in Courchevel ihre erste Podiumsplatzierung beim Sommer-Grand-Prix. Mit einem zweiten Platz beim letzten Einzelspringen im tschechischen Frenštát pod Radhoštěm verbesserte sie ihre Bestleistung um einen Platz und belegte am Ende Rang drei in der Gesamtwertung. Zwei Jahre später wurde sie bei den Weltmeisterschaften 2021 in Oberstdorf im Mannschaftsspringen Fünfte und in den Einzelwettbewerben Zehnte von der Groß- und 21. von der Normalschanze.
Bei den Olympischen Winterspielen 2022 in Peking belegte sie den 19. Rang im Einzelspringen.
Seyfarth gewann die Gesamtwertung des FIS Cups in der Saison 2022/23.

## Auszeichnungen
Nach ihrem zehnten Platz bei den Olympischen Winterspielen 2018 wurde Juliane Seyfarth als erste Frau überhaupt mit der Ehrenbürgerwürde ihrer Heimatstadt Ruhla ausgezeichnet. Im Dezember 2019 wurde sie zu Thüringens Sportlerin des Jahres gewählt.

## Privates
Seyfarth stammt aus Thal in Thüringen. Seit August 2012 trainiert sie am Bundesstützpunkt des DSV in Oberstdorf, dem deutschen Haupttrainingsstützpunkt für das Damenskispringen.
Sowohl ihr Großvater Georg als auch Vater Heiko waren Skispringer auf nationaler Ebene.
2021 erschienen in der März-Ausgabe des deutschen Playboy Aktfotos von ihr. Neben ihrem regulären Instagram-Profil betreibt sie als Nayeli Rose ein weiteres mit erotischen Fotografien.

## Erfolge

### Weltcupsiege im Einzel
| Nr. | Datum             | Ort           | Typ           |
| --- | ----------------- | ------------- | ------------- |
| 01. | 30. November 2018 | Lillehammer   | Normalschanze |
| 02. | 16. März 2019     | Nischni Tagil | Normalschanze |
| 03. | 17. März 2019     | Nischni Tagil | Normalschanze |
| 04. | 23. März 2019     | Tschaikowski  | Normalschanze |

### Weltcupsiege im Team
| Nr. | Datum           | Ort      | Typ             |
| --- | --------------- | -------- | --------------- |
| 01. | 19. Januar 2019 | Yamagata | Normalschanze 1 |
| 02. | 9. Februar 2019 | Ljubno   | Normalschanze 2 |

### Grand-Prix-Siege im Team
| Nr. | Datum         | Ort          | Typ                   |
| --- | ------------- | ------------ | --------------------- |
| 01. | 27. Juli 2019 | Hinterzarten | Normalschanze Mixed 1 |

### Continental-Cup-Siege im Einzel
| Nr. | Datum              | Ort       | Typ              |
| --- | ------------------ | --------- | ---------------- |
| 01. | 11. Februar 2006   | Schönwald | Normalschanze    |
| 02. | 5. März 2006       | Vikersund | Normalschanze    |
| 03. | 21. Juli 2006      | Park City | Normalschanze    |
| 04. | 22. Juli 2006      | Park City | Normalschanze    |
| 05. | 25. Juli 2006      | Calgary   | Normalschanze    |
| 06. | 26. Juli 2006      | Calgary   | Normalschanze    |
| 07. | 9. August 2006     | Pöhla     | Mittlere Schanze |
| 08. | 15. Februar 2014   | Lahti     | Normalschanze    |
| 09. | 15. September 2017 | Trondheim | Normalschanze    |
| 10. | 16. September 2017 | Trondheim | Normalschanze    |
| 11. | 16. Dezember 2022  | Notodden  | Normalschanze    |
| 12. | 21. Januar 2023    | Eisenerz  | Normalschanze    |
| 13. | 22. Januar 2023    | Eisenerz  | Normalschanze    |

### Deutsche Meisterschaften
| Deutsche Meisterschaften | Deutsche Meisterschaften    | Deutsche Meisterschaften          |
| ------------------------ | --------------------------- | --------------------------------- |
| Gold                     | 2004 Meinerzhagen           | Gold im Einzel Mittlere Schanze   |
| Silber                   | 2005 Meinerzhagen           | Silber im Einzel Mittlere Schanze |
| Gold                     | 2006 Klingenthal            | Gold im Einzel Mittlere Schanze   |
| Bronze                   | 2008 Oberhof                | Bronze im Einzel Mittlere Schanze |
| Gold                     | 2015 Oberstdorf             | Gold im Einzel Normalschanze      |
| Bronze                   | 2017 Oberstdorf             | Bronze im Einzel Normalschanze    |
| Gold                     | 2018 Hinterzarten           | Gold im Einzel Normalschanze      |
| Gold                     | 2018 Hinterzarten           | Gold im Team Normalschanze        |
| Gold                     | 2019 Klingenthal            | Gold im Einzel Großschanze        |
| Gold                     | 2020 Oberstdorf             | Gold im Team Normalschanze        |
| Silber                   | 2020 Oberstdorf             | Silber im Einzel Normalschanze    |
| Gold                     | 2021 Oberhof                | Gold im Team Normalschanze        |
| Silber                   | 2021 Oberhof                | Silber im Einzel Normalschanze    |
| Silber                   | 2022 Hinterzarten           | Silber im Team Normalschanze      |
| Bronze                   | 2024 Garmisch-Partenkirchen | Bronze im Einzel Großschanze      |
| Silber                   | 2024 Garmisch-Partenkirchen | Silber im Team Großschanze        |

## Statistik

### Olympische Winterspiele
- Pyeongchang 2018: 10. Einzel
- Peking 2022: 19. Einzel

### Nordische Skiweltmeisterschaften

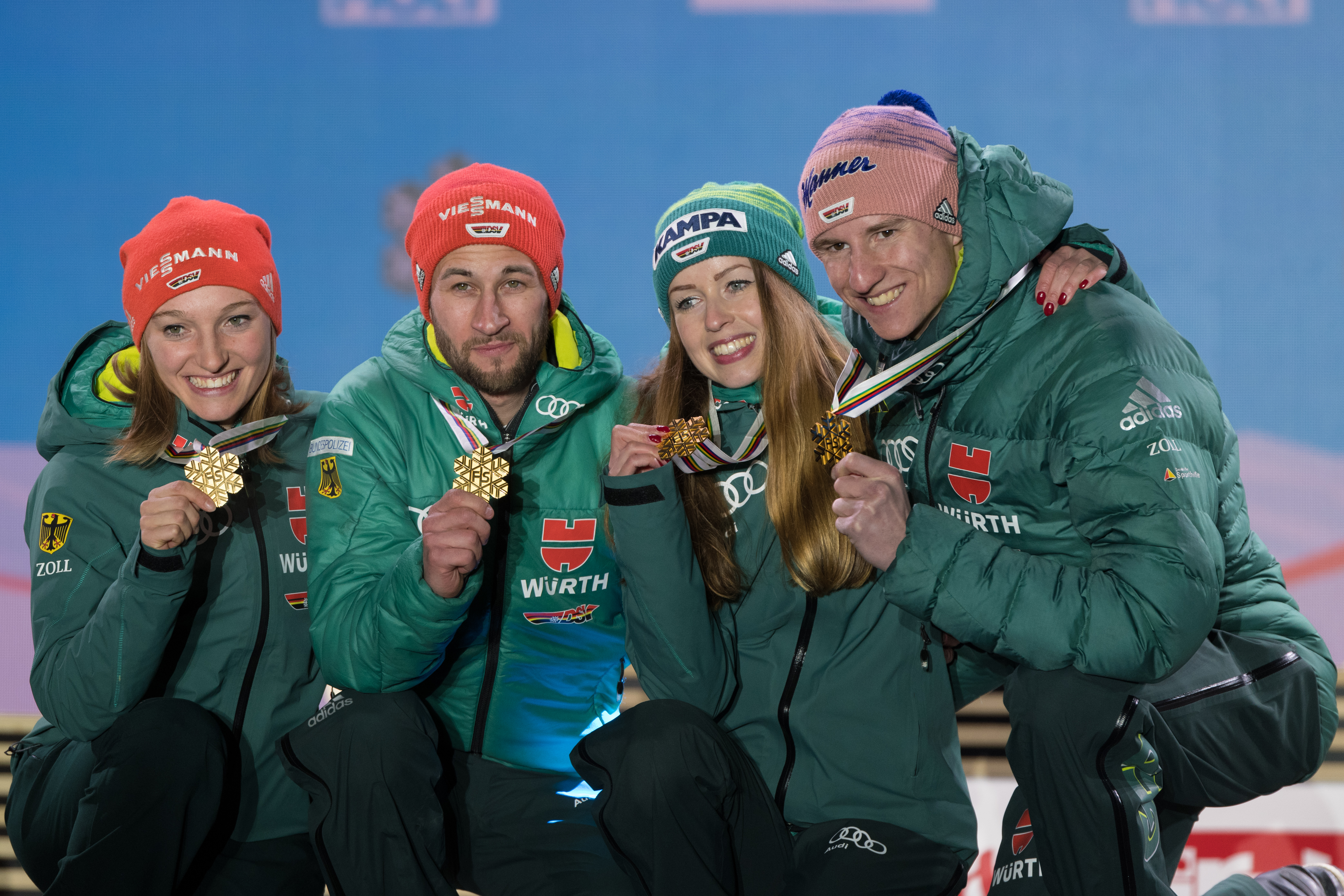
Seyfarth bei der WM 2019 in Seefeld mit ihren Mixed-Teamkollegen Althaus, Eisenbichler und Geiger

- Oslo 2011: 31. Einzel Normalschanze
- Falun 2015: 14. Einzel Normalschanze
- Seefeld 2019: 4. Einzel Normalschanze, 1. Team, 1. Mixed-Team
- Oberstdorf 2021: 21. Einzel Normalschanze, 10. Einzel Großschanze, 5. Team
- Trondheim 2025: 27. Einzel Normalschanze, 13. Einzel Großschanze, 3. Team

### Weltcup-Platzierungen
| Saison  | Platz | Punkte |
| ------- | ----- | ------ |
| 2011/12 | 36.   | 0051   |
| 2012/13 | 44.   | 0022   |
| 2013/14 | 43.   | 0037   |
| 2014/15 | 16.   | 0222   |
| 2015/16 | 14.   | 0320   |
| 2016/17 | 29.   | 0095   |
| 2017/18 | 12.   | 0349   |
| 2018/19 | 03.   | 1451   |
| 2019/20 | 11.   | 0414   |
| 2020/21 | 28.   | 0067   |
| 2021/22 | 26.   | 0139   |
| 2022/23 | 36.   | 0106   |
| 2023/24 | 28.   | 0156   |
| 2024/25 | 17.   | 0356   |

### Grand-Prix-Platzierungen
| Saison | Platz | Punkte |
| ------ | ----- | ------ |
| 2013   | 42.   | 0011   |
| 2015   | 20.   | 0060   |
| 2016   | 14.   | 0059   |
| 2017   | 10.   | 0139   |
| 2018   | 05.   | 0203   |
| 2019   | 03.   | 0172   |
| 2021   | 41.   | 0030   |
| 2022   | 32.   | 0031   |
| 2023   | 11.   | 0134   |

### Continental-Cup-Platzierungen
| Saison  | Platz | Punkte |
| ------- | ----- | ------ |
| 2004/05 | 10.   | 0292   |
| 2005/06 | 05.   | 0757   |
| 2006/07 | 05.   | 0801   |
| 2007/08 | 19.   | 0231   |
| 2008/09 | 21.   | 0178   |
| 2009/10 | 11.   | 0402   |
| 2010/11 | 08.   | 0543   |
| 2011/12 | 51.   | 0022   |
| 2012/13 | 16.   | 0060   |
| 2013/14 | 19.   | 0068   |
| 2014/15 | 26.   | 0068   |
| 2015/16 | 31.   | 0042   |
| 2016/17 | 14.   | 0095   |
| 2017/18 | 09.   | 0200   |
| 2018/19 | 22.   | 0110   |
| 2021/22 | 35.   | 0110   |
| 2022/23 | 04.   | 0360   |

### Schanzenrekorde
| Schanze (Hillsize) | Ort          | Land     | Weite   | aufgestellt am | Rekord bis    |
| ------------------ | ------------ | -------- | ------- | -------------- | ------------- |
| Sneschinka (HS140) | Tschaikowski | Russland | 141,0 m | 24. März 2019  | 28. März 2021 |